# ジェシカ・スタム
ジェシカ・スタム（Jessica Stam、1986年4月23日 - ）は、カナダのオンタリオ州キンカーディン出身のファッションモデル。
人形を彷彿とさせる顔立ちから、ジェマ・ワード、ヴラダ・ロスリャコヴァ、リリー・コール、リサ・カント、デヴォン青木、ヘザー・マークスらとともに「Doll-like」「Elfin」と形容されている。（日本では「ドール顔」と言われることが多い）。
目の色はグレーブルー、髪は赤毛。金髪や黒髪に染めていることが多い。

## 来歴
敬虔なキリスト教徒の一家に生まれ、6人兄弟のなかの一人である。農場で育った子供の頃、将来の夢は歯科医になることだった。地元のコーヒーショップ「ティムホートンズ」でスカウトされた。16歳の時、スティーヴン・マイゼル撮影の写真で一躍知られるようになった。
ヴォーグUK、ヴォーグ・ドイツの表紙を飾り、マーク・ジェイコブス、アナスイ、ヴェラ・ウォン、ヴァレンティノ・ガラヴァーニ、ミュウミュウ、グッチ、プラダ、ドルチェ&ガッバーナ、ヴェルサーチ、ホルト・レンフルーの広告に登場。2004年、短編映画『Agent Orange』に出演。
2006年春夏コレクションでは、ニューヨーク、ミラノ、パリの3カ所で64ものメゾンのショーに出演。2007年春夏オートクチュール・コレクション・パリでは、シャネル、クリスチャン・ラクロワ、ディオール、ジバンシィ、ジャン・ポール・ゴルティエに出演。
マーク・ジェイコブスとは交友関係にあり、彼は彼女に触発され『スタム』という名のバッグを作った。

## 私生活
カナダのオンタリオ州キンカーディン出身。私生活も華やかであり、以前はマルカム・フォード（ハリソン・フォードの息子）やアンソニー・キーディス（レッド・ホット・チリ・ペッパーズのメンバー）と交際していた。
2017年に女児を出産し、自身のインスタグラムにて写真を公開した。